# 藝術百科全書
藝術百科全書（ArtCyclopedia）是一個收集了超過10萬幅藝術作品的線上黃頁式網站，由加拿大人約翰·梅隆所成立。只針對能夠在網路上被觀看的藝術作品做收集、目前該站已收錄有1200個藝術網站、大約有7500位藝術家。
藝術百科全書較少提供文字；而比較像是圖片式的資料庫，該站號稱每件作品都具有博物館品質，收藏主題最多的是繪畫和雕塑、其他則可粗分為下六項：攝影（如安瑟·亞當斯的作品）；裝飾藝術（如Carl Faberge的作品）；裝置藝術（如Dan Flavin的作品）、錄影藝術、數位藝術和網路藝術（如Jenny Holzer的作品）；Folk art在地藝術（如Edward Hicks的作品）；建築（如法蘭克·勞埃德·萊特的作品）等。

## 外部連結
- 藝術百科全書的英文官方網站（页面存档备份，存于）